# First Cow
First Cow è un film del 2019 diretto e montato da Kelly Reichardt, basato sul romanzo del 2004 di Jonathan Raymond The Half-Life.

## Trama
Nel Territorio dell'Oregon di metà XIX secolo, un cuoco viaggia assieme ad un gruppo di cacciatori di pellicce alla ricerca del sogno americano, stringendo amicizia con un immigrato cinese, anch'esso in cerca di fortuna, e una mucca.

## Distribuzione
Il film è stato presentato in anteprima il 30 agosto 2019 al Telluride Film Festival. Ha poi avuto una distribuzione limitata nelle sale cinematografiche statunitensi da A24 a partire dal 6 marzo 2020.

## Riconoscimenti
- 2020 - Festival internazionale del cinema di Berlino[3]
  - In competizione per l'Orso d'oro
- 2020 - Chicago Film Critics Association Awards[4]
  - Candidatura per il miglior film
  - Candidatura per la miglior regista a Kelly Reichardt
  - Candidatura per la migliore sceneggiatura non originale a Jonathan Raymond e Kelly Reichardt
  - Candidatura per la miglior fotografia a Christopher Blauvelt
  - Candidatura per la migliore scenografia
  - Candidatura per i migliori costumi
- 2020 - New York Film Critics Circle Awards[5]
  - Miglior film
- 2020 - Gotham Independent Film Awards[6]
  - Candidatura per il miglior film
  - Candidatura per il miglior attore a John Magaro
  - Candidatura per il miglior interprete rivelazione a Orion Lee
  - Candidatura per la miglior sceneggiatura a Jonathan Raymond e Kelly Reichardt
- 2021 - Independent Spirit Awards[7]
  - Candidatura per il miglior film
  - Candidatura per la miglior regista a Kelly Reichardt
  - Candidatura per il miglior attore non protagonista a Orion Lee
- 2021 - San Diego Film Critics Society Awards[8]
  - Candidatura per il miglior film
  - Candidatura per la miglior regista a Kelly Reichardt
  - Candidatura per la migliore sceneggiatura non originale a Jonathan Raymond e Kelly Reichardt
  - Candidatura per la migliore fotografia a Christopher Blauvelt
  - Candidatura per i migliori costumi ad April Napier